# Niijima Yae
En aquest nom japonès, el cognom és Niijima.
Niijima Yae (japonès: 新島八重)  (Aizu, 1 de desembre de 1845 - Kyoto, 14 de juny de 1932) fou una japonesa del període Edo tardà que visqué a principis del període Shōwa. Entrenada en el maneig d'armes de foc, va participar en la defensar d'Aizu durant la guerra Boshin, guanyant-se el sobrenom de "la Joana d'Arc del Bakumatsu". Yaeko va servir com a infermera durant la Guerra Russojaponesa i la Primera Guerra Sinojaponesa, i es va convertir en la primera externa a la casa imperial del Japó després de la Restauració Meiji en ser condecorada pels serveis prestats al país.
Va ser molt coneguda per ser l'esposa de Joseph Hardy Neesima, el fundador de l'Escola Anglesa Doshisha el 1875 i, amb l'ajuda de la missionera nord-americana Alice J. Starkweather, van cofundar l'Escola Femenina Doshisha un any després.

## Infància i joventut
Els pares de Yamamoto Yae foren Yamamoto Gonpachi, samurai i un dels instructors oficials d'armes de foc al  domini d'Aizu, i la seva dona Saku. La família afirmava descendir del membre de la clan Takeda Yamamoto Kansuke. El 1865, es casà amb Shonosuke Kawasaki, un erudit Rangaku del domini Izushi.

### La Guerra Boshin
Yae era experta en armes de foc, cosa molt inusual per a una dona del període Bakumatsu, i va participar en la defensa d'Aizu quan va esclatar la Guerra Boshin el 1868. Durant la batalla d'Aizu, va lluitar contra el  govern Meiji i les seves forces de la coalició, defensant Castell Aizuwakamatsu amb el seu Fusell Spencer juntament amb els guerrers Aizu.
Després de la rendició del domini Aizu, Yaeko s'establí al domni Yonezawa, on romangué un any. Yae i el seu marit es veieren separats després de la derrota d'Aizu, ja que Shonosuke es convertí en presoner de guerra. El divorci es formalitzà en 1871.

## A Kyoto
El 1871, va viatjar a Kyoto per buscar al seu germà Yamamoto Kakuma, que va passar anys com a presoner de guerra en el domini Satsuma. A la seva arribada a Kyoto, Yaeko va ser contractada com a instructora suplent a l'Escola femenina de Kyoto (京都 府 立 鴨 沂 高等学校高等学校) per recomanació del seu germà Kakuma, que treballava com un conseller del govern de la prefectura de Kyoto en aquell moment.
Mentre Yaeko treballava a l'escola de dones, conegué un instructor de la  sadō de la casa Urasenke. A través d'ell, Yaeko va poder familiaritzar-se amb l'art de la cerimònia del te japonès. Va obtenir la qualificació de mestra de te de la tradició Urasenke el 1894, amb el nom artístic de Niijima Sōchiku (新 島 宗 竹). Durant el seu exercici a l'escola, també va conèixer un instructor de kadō, de la casa de Ikenobō. El 1896 se li va concedir el certificat per practicar arranjaments florals de l'estil Ikenobō.
Al llarg dels primers anys 1870, Yaeko va romandre a Kyoto i es va convertir al cristianisme després de conèixer al missioner Joseph Hardy Neesima, que acostumava a visitar el seu germà Kakuma quan tornava a Aizu. Neesima havia estat un antic samurai que va passar deu anys als Estats Units, des de 1864 a 1874, per cursar formació superior. Va tornar al Japó el 1874 i inicià el projecte de construir una escola occidental i promoure el cristianisme. Tanmateix, el concepte rebé la forta oposició dels budistes i dels xintoistes de Kyoto, que van presentar diverses queixes al govern de la prefectura.
Yaeko i Neesima es van comprometre poc després del seu retorn al Japó, a l'octubre de 1875. Poc després, Yaeko va ser destituïda de la seva posició a l'escola de dones a causa de la pressió del govern. Juntament amb Neesima i Kakuma, Yaeko es va oferir voluntària per ajudar a dirigir la nova escola que Neesima havia fundat. De fet, va exercir un paper integral en la fundació d'aquesta  Escola Anglesa Doshisha  i en el seu desenvolupament posterior.

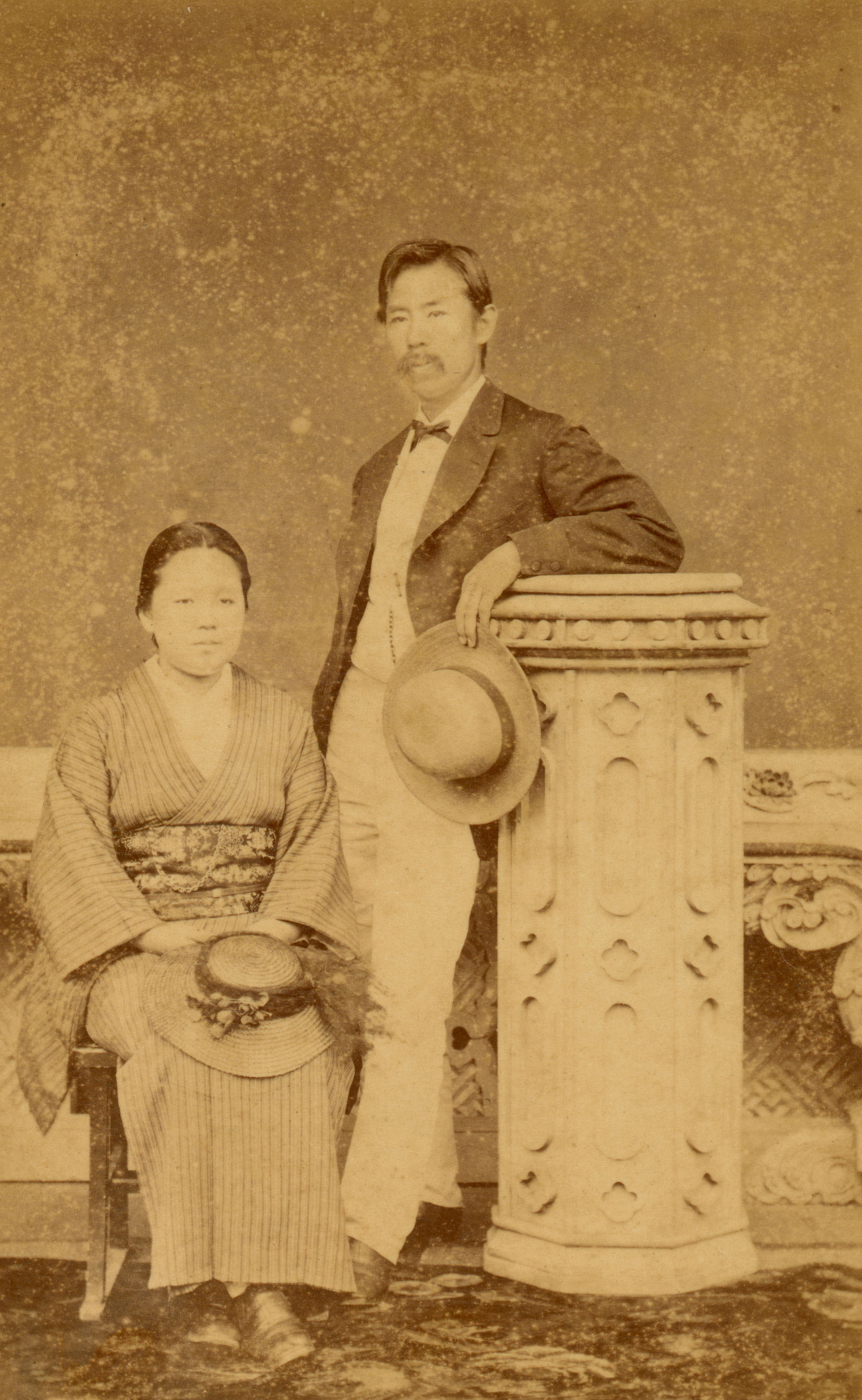
Yamamoto Yaeko i Joseph Hardy Neesima

Yaeko i Neesima es van casar el 3 de gener de 1876. Mentrestant, amb l'ajuda de la missionera nord-americana Alice J. Starkweather, Yaeko va obrir un Joshijuku (escola de nenes petites) a l'antiga residència de la família Yanagihara. L'escola femenina va ser rebatejada posteriorment a 'Facultat femina de Doshisha Branch'  i després a  Escola Femenina Doshisha el 1877.
Si bé tota aquesta activitat contradeia les normes socials japoneses del període Edo, ajudava a Yaeko a trobar-se bé amb si mateixa. La cortesia que mostrava Neesima cap a Yaeko era vista com un signe de por cap a Yaeko i, per aquest motiu, la societat japonesa la titllà de "mala esposa" durant tot el seu matrimoni. Al contrari que en els matrimonis japonesos tradicionals, Neesima i Yaeko es mostraven amistosos l'un amb l'altre. Ell elogià el seu estil de vida com «molt agradable» en una carta als seus amics dels Estats Units.

## Trajectòria posterior
Després de la sobtada mort de Neesima el 23 de gener de 1890, Yaeko i els seus col·legues a l'escola Doshisha van començar a separar-se progressivament. No va poder rebre els estudiants de la Doshisha de Satsuma i el domini Chōshū, ja que Aizu va ser atacada durant la guerra de Boshin. En la seva trajectòria posterior, Yaeko va centrar-se en la infermeria i es va convertir en membre de la Creu Roja Japonesa el 26 d'abril de 1890. Durant la Primera Guerra Sinojaponesa, es va unir a l'exèrcit i va passar quatre mesos com a infermera estacionada a Hiroshima. Yaeko va dirigir un equip de 40 infermeres en la cura dels soldats ferits mentre treballava per millorar l'estat social de les infermeres formades. Els seus esforços van ser reconeguts pel govern japonès i se li concedí la primera Ordre de la Corona Preciosa el 1896.
Després de la Primera Guerra sinojaponesa, Yaeko va treballar com a instructora a les escoles d'infermeria. Quan va esclatar la Guerra Russojaponesa el 1904, es va incorporar de nou a l'exèrcit i va servir com a infermera voluntària a l'hospital de l'exèrcit imperial japonès durant dos mesos. Per aquest servei va rebre la seva segona Ordre de la Corona Preciosa. També va rebre una copa de plata en la coronació de l'emperador Shōwa el 1928, pel seu compromís global amb el país.

## Mort
Si bé Yaeko no va tenir fills dels seus dos matrimonis, va adoptar tres fills del domini Yonezawa al llarg de la seva vida, si bé no mantenien un vincle estret. Durant els últims anys, va mantenir la seva residència al carrer Teramachi, a Kyoto, fins que va morir el 14 de juny de 1932 a l'edat de 86 anys. Va rebre un funeral patrocinat per la Universitat Doshisha. La seva tomba es troba al cementiri de Doshisha a Sakyō-ku, Kyoto.

## Galeria d'imatges

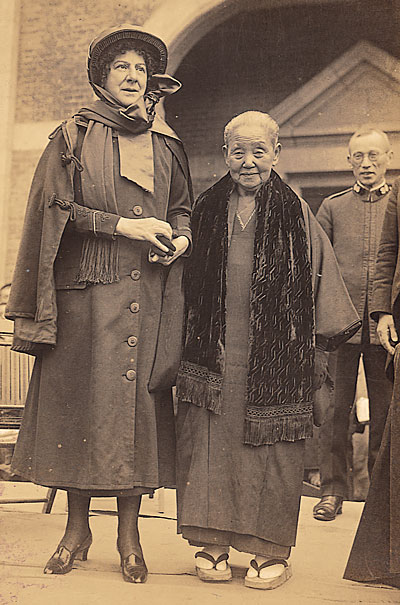
Niijima Yae (dreta) en els seus darrers anys amb Evangeline Booth, General de l'Exèrcit de Salvació (esquerra) Novembre de 1929
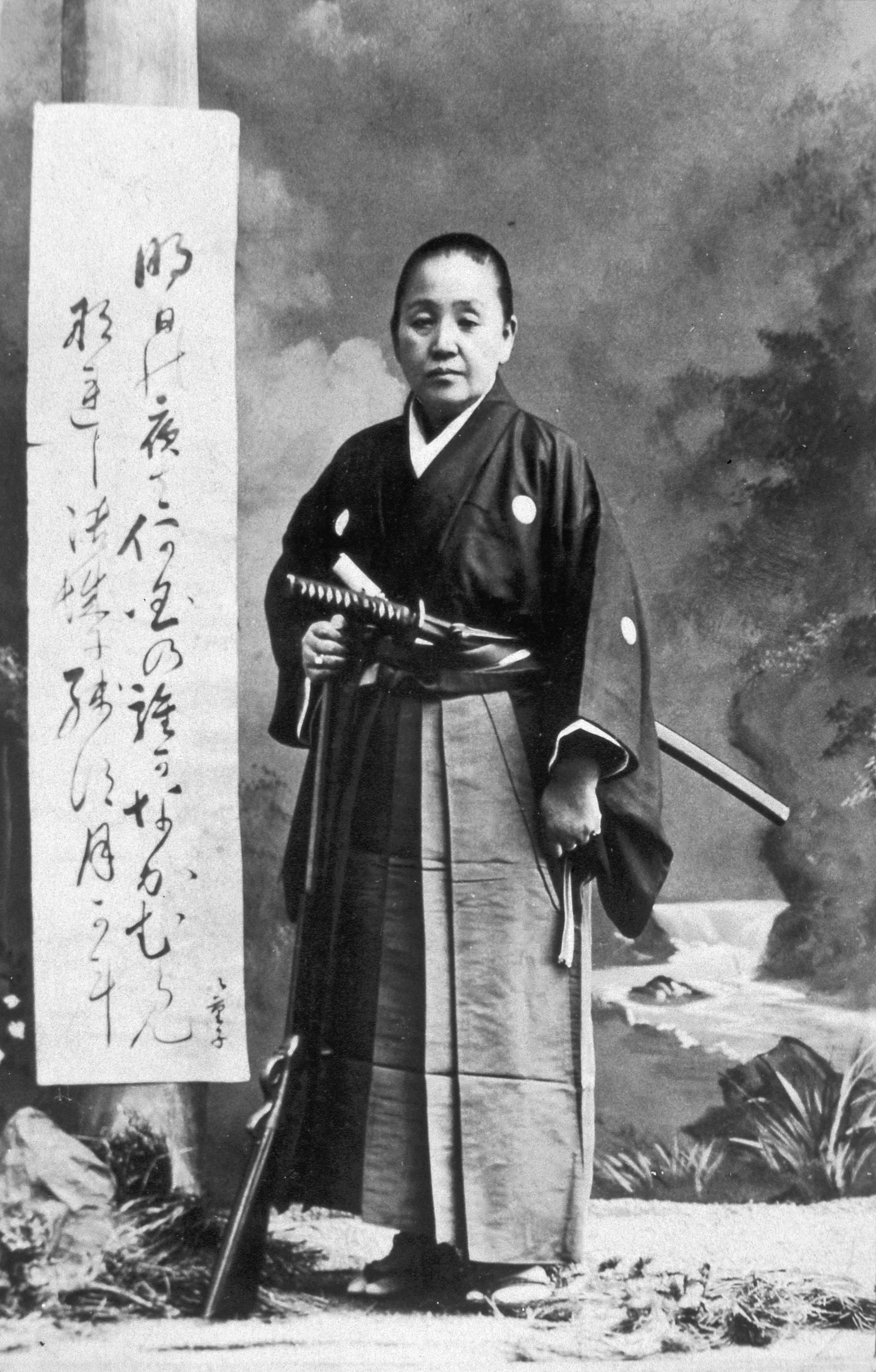
Niijima Yae amb katana i rifle
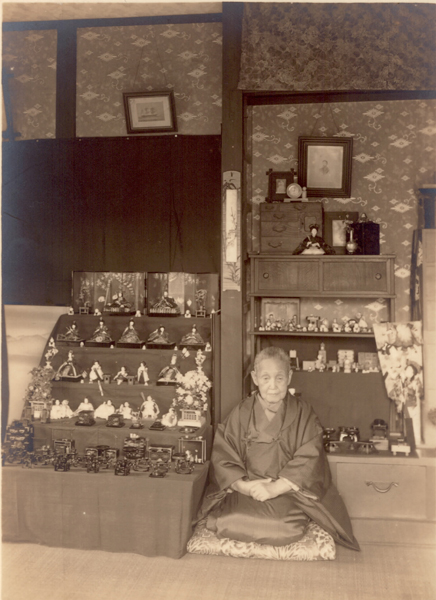
Niijima Yae dia 3 de març de 1932, 3 mesos abans de morir
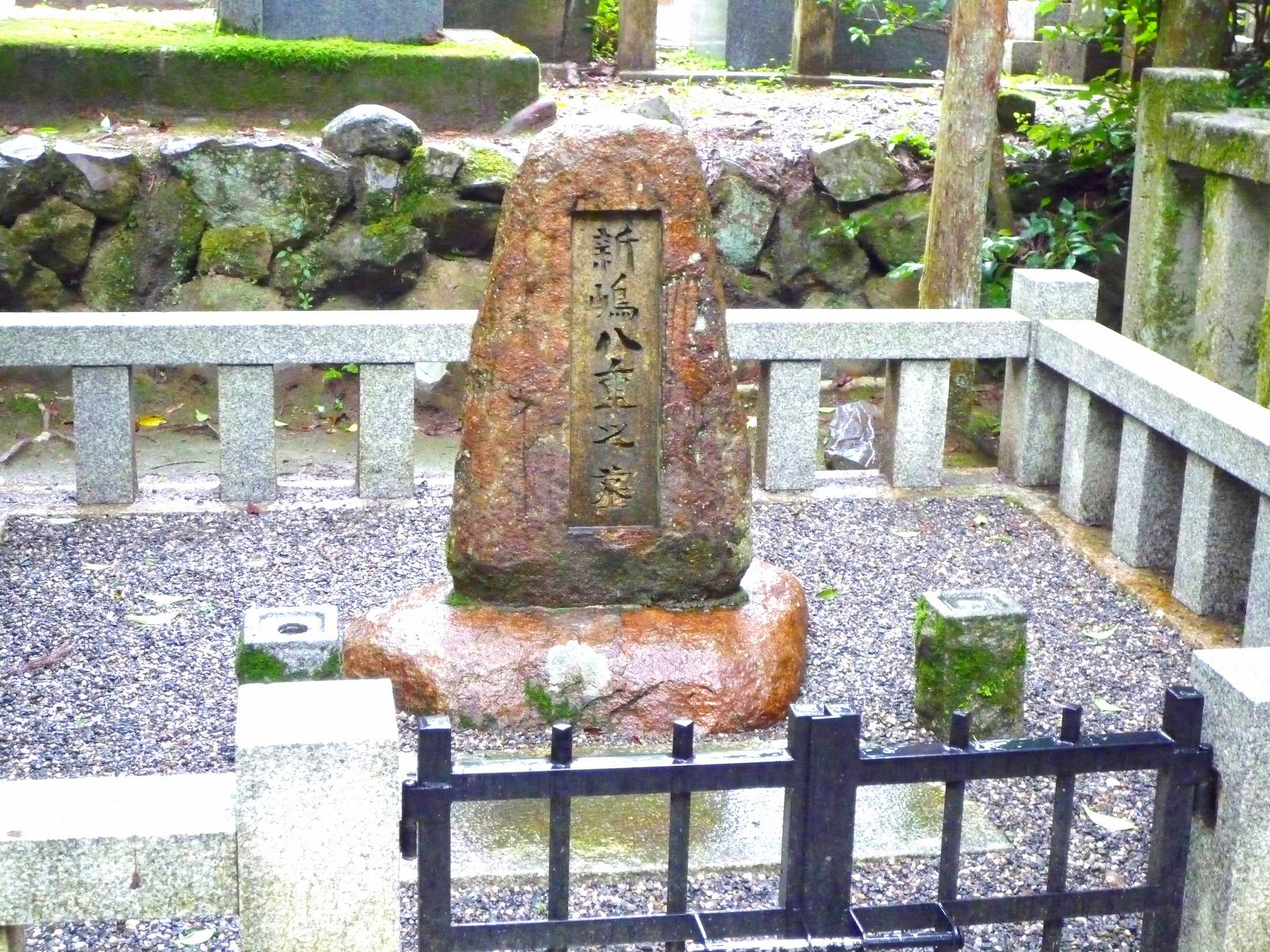
Làpida de Niijima Yae, al cementiri de Doshisha